# 小行星5430
小行星5430（5430 Luu），天文學臨時編號1988 JA1，是一個小行星帶的小行星，由美國天文學家卡羅琳·舒梅克和尤金·舒梅克夫婦於1988年5月12日發現於帕洛马山天文台。以美國國籍越南天文學家劉麗杏命名。

## 外部連結
- JPL Small-Body Database Browser on 5430 Luu （页面存档备份，存于）

| 前一小行星： (5429) 1988 BZ1 | 小行星列表 | 後一小行星： 5431 Maxinehelin |